# Symone Speech
Symone Speech (* 29. Mai 1997 in Georgetown) ist eine US-amerikanische Volleyballspielerin.

## Karriere
Speech begann ihre Karriere an der Oak Park and River Forest High School. Von 2015 bis 2018 studierte sie an der Georgetown University und spielte in der Universitätsmannschaft. In der Saison 2019/20 war die Mittelblockerin in Italien bei Banca Valsabbina Millenium Brescia aktiv. Anschließend wurde sie vom deutschen Bundesligisten SC Potsdam verpflichtet. 2021 wechselte sie zum Ligakonkurrenten SSC Palmberg Schwerin und beendete hier 2022 ihre Karriere.